# 김미경 (1991년)
김미경(1991년 10월 17일~)은 조선민주주의인민공화국의 장거리달리기 선수이다. 2012년 하계 올림픽 여자 마라톤에 참가해 74위를 기록했다.